# تشارلز فنتون
تشارلز فنتون (بالإنجليزية: Charles Fenton)‏ هو سياسي أسترالي، ولد في 17 يناير 1912، وتوفي في 12 يونيو 2009. انتخب رئيسًا للمجلس التشريعي التسماني ‏ (7 يونيو 1972 – 9 يونيو 1981). انتخب في المجلس التشريعي التسماني عضوًا مستقلًا عن راسل، وفي 3 ديسمبر 1975 عُين في المجلس التنفيذي احتفالا بمرور 150 عامًا على جلسته الأولى.